# Чьяутла-де-Тапия
Чьяутла-де-Тапия (исп. Chiautla de Tapia) — один из 217 муниципалитетов в Мексике, он расположен на юго-западе штата Пуэбла.

## История
Город основан в 1901 году.